# Альфонс Отвільський
Альфонс Отвільський (†10 жовтня 1144) — нормандський князь Капуанський (1135—1144) і герцог Неаполітанський (1137—1144) з роду Отвілів, третій син графа Сицилійського Рожера II та його дружини Ельвіри Кастильської. Був названий Альфонсом на честь свого діда короля Кастилії Альфонсо VI.
У 1135 році був уже достатньо дорослим, оскільки брав участь у війнах свого батька з князем Капуанським Робертом II. У 1132 році Роберт разом з іншими італійськими васалами короля Сицилії повстав проти Рожера за підтримки папи Інокентія II у коаліції з королем Франції Людовиком VI, королем Англії Генріхом I, імператором Священної Римської імперії Лотаром III. Роберт переміг Рожера у битві біля Ночери 24 липня 1132 року. У відповідь Рожер спалив Аверсу та підкорив своїй владі у 1134 році графа Аліфе Райнульфа та номінального васала Візантії неаполітанського дуку Сергія VII. Роберта було вигнано з міста, Рожер проголосив князем Капуанським свого третього сина Альфонса (1135). Рожер призначив канцлером свого наближеного Гваріна, який допомагав правити юному князю.
Роберт утік до Пізи, де зібрав флотилію та розпочав війну проти Рожера. Він напав на Амальфі і здобув багато трофеїв. Навантажений цією здобиччю та рекомендаціями папи Роберт подався до Німеччини прохати допомогу імператора. Весною 1137 року імператор разом з папою Іннокентієм II, герцогом Баварським Генріхом Гордим та великим військом рушив на південь. Об'єднане військо здобуло Беневенто, Барі та Капую, призначивши Райнульфа герцогом Апулійським, а Роберта князем Капуанським. Однак, після від'їзду імператора Рожер знову захопив Капую. 25 липня 1139 року Роберт і папа зазнали поразки від війська Рожера у битві на ріці Гарільяно поблизу Галуччо, Папа потрапив у полон, а Роберт врятувався втечею. Того ж дня папа за Міньянським договором визнав Альфонса князем Капуанським.
Після смерті Сергія VII Альфонс був обраний герцогом Неаполітанським, у квітні 1140 року він разом зі своїм братом герцогом Апулійським Рожером III напав на Абруццо. Після смерті Альфонса у 1144 році Рожер призначив свого четвертого сина Вільгельма князем Капуанським.